# Diasporus pequeno
Diasporus pequeno é uma espécie de anfíbio anuros da família Eleutherodactylidae.
Está presente no Panamá.